# 王步瀛
王步瀛（1852年—1927年），陝西省鳳翔府郿縣人，清朝政治人物。進士出身。
光緒二年（1876年），參加丙子恩科會試，得貢士第221名。殿試登進士2甲第97名。同年五月（6月3日），著分六部學習。后升任戶部河南司主事、員外郎。光緒二十七年，升任戶部郎中、監察御史，因上疏直言，被貶為常州府知府。后調任涼州府知府、護理甘涼兵備道。辛亥革命后，選甘肅提學使，王步瀛辭職不任。